# Myanmarská kuchyně

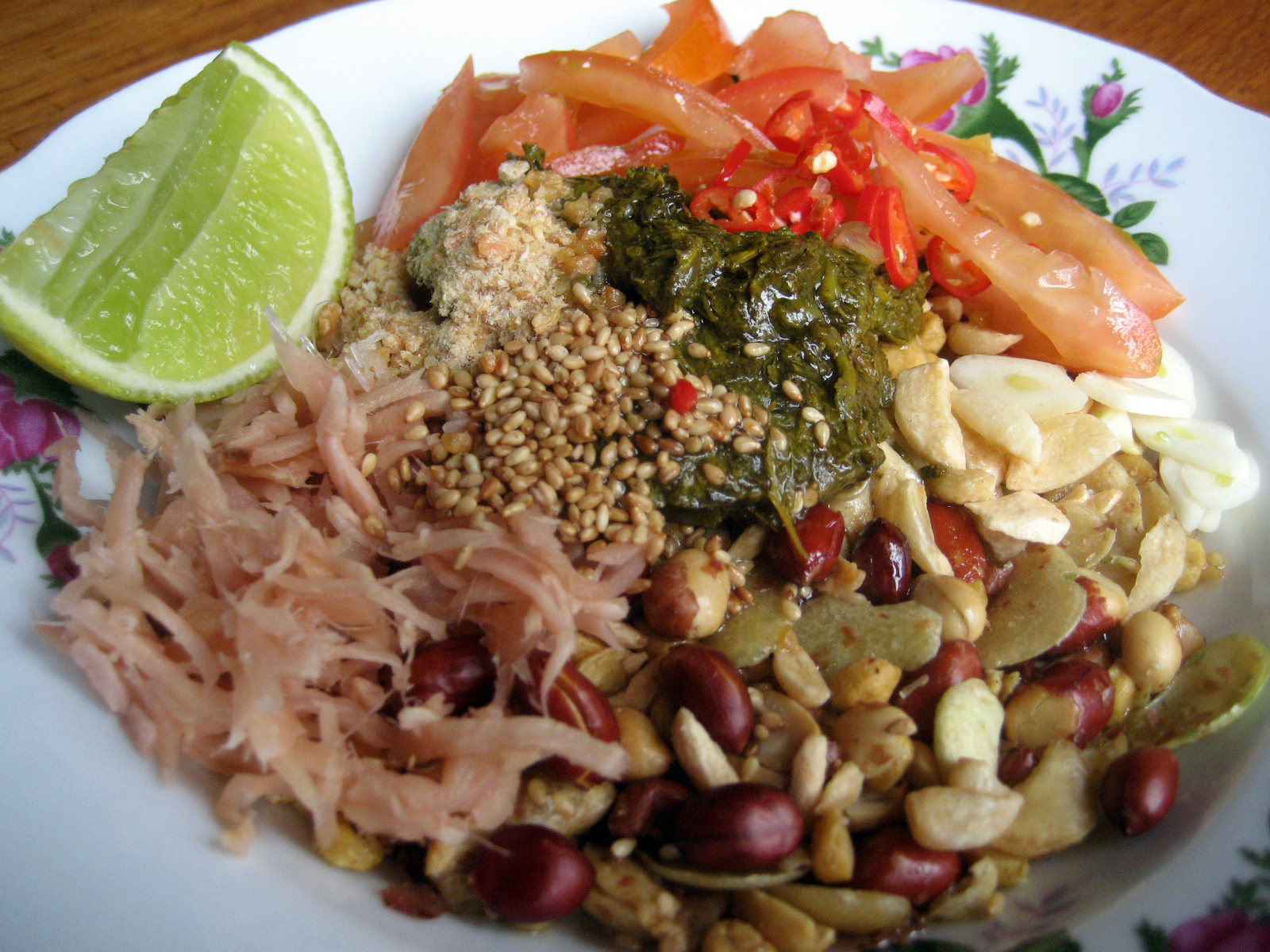
Salát laphet toke s lístky laphet

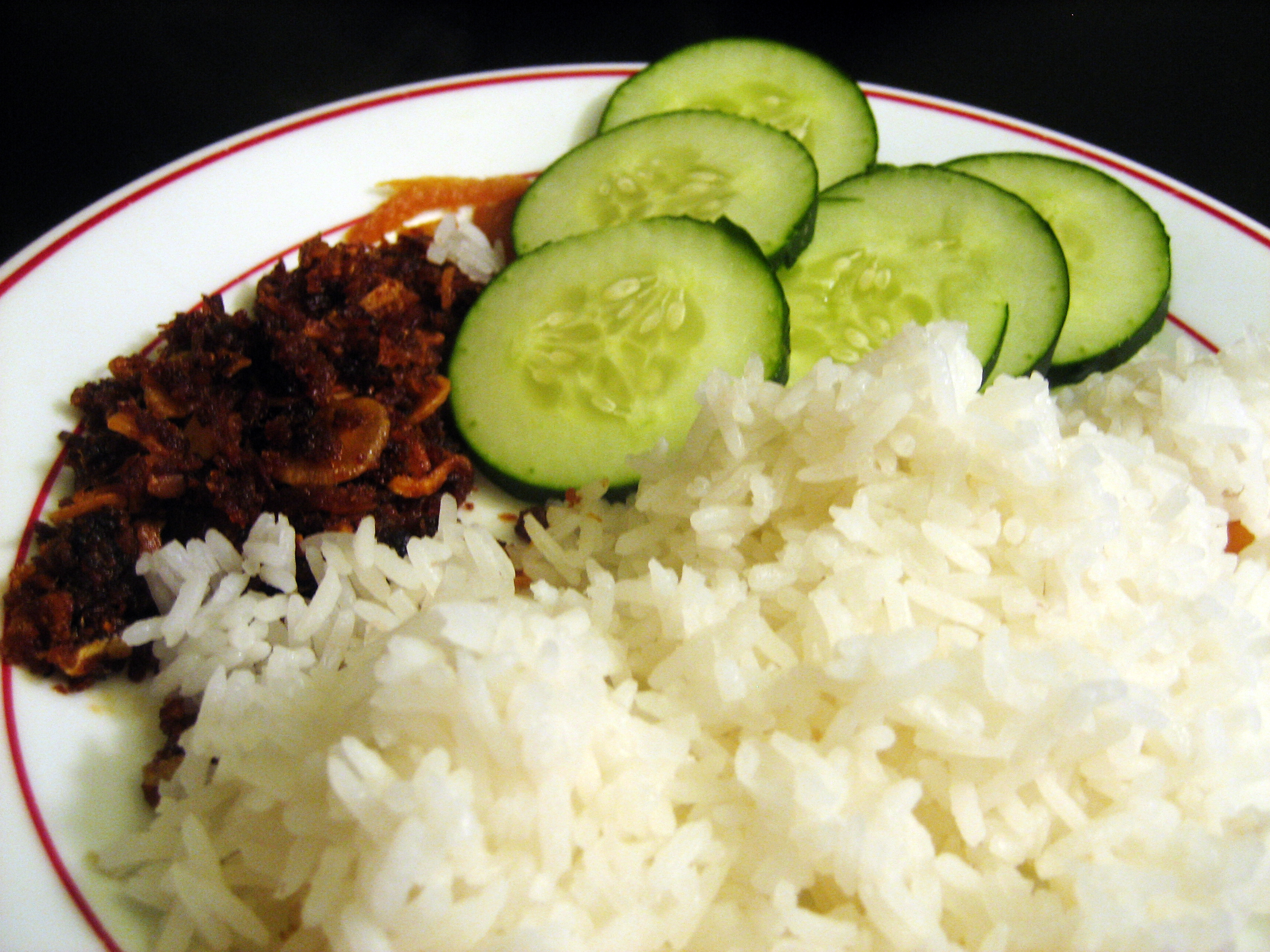
Pasta ngapi s rýží

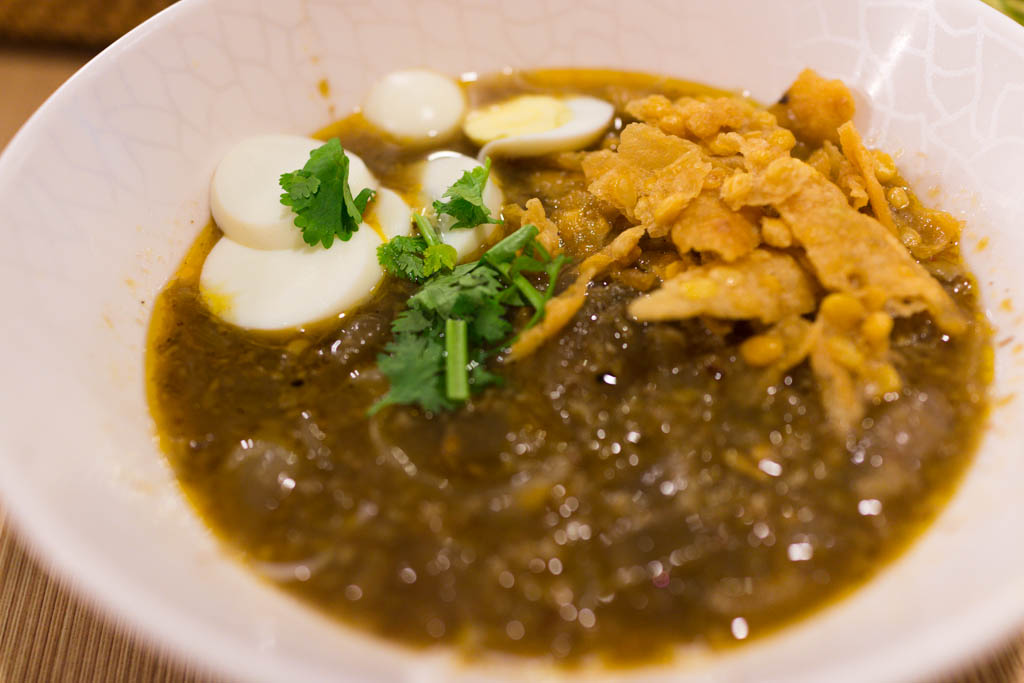
Mohinga

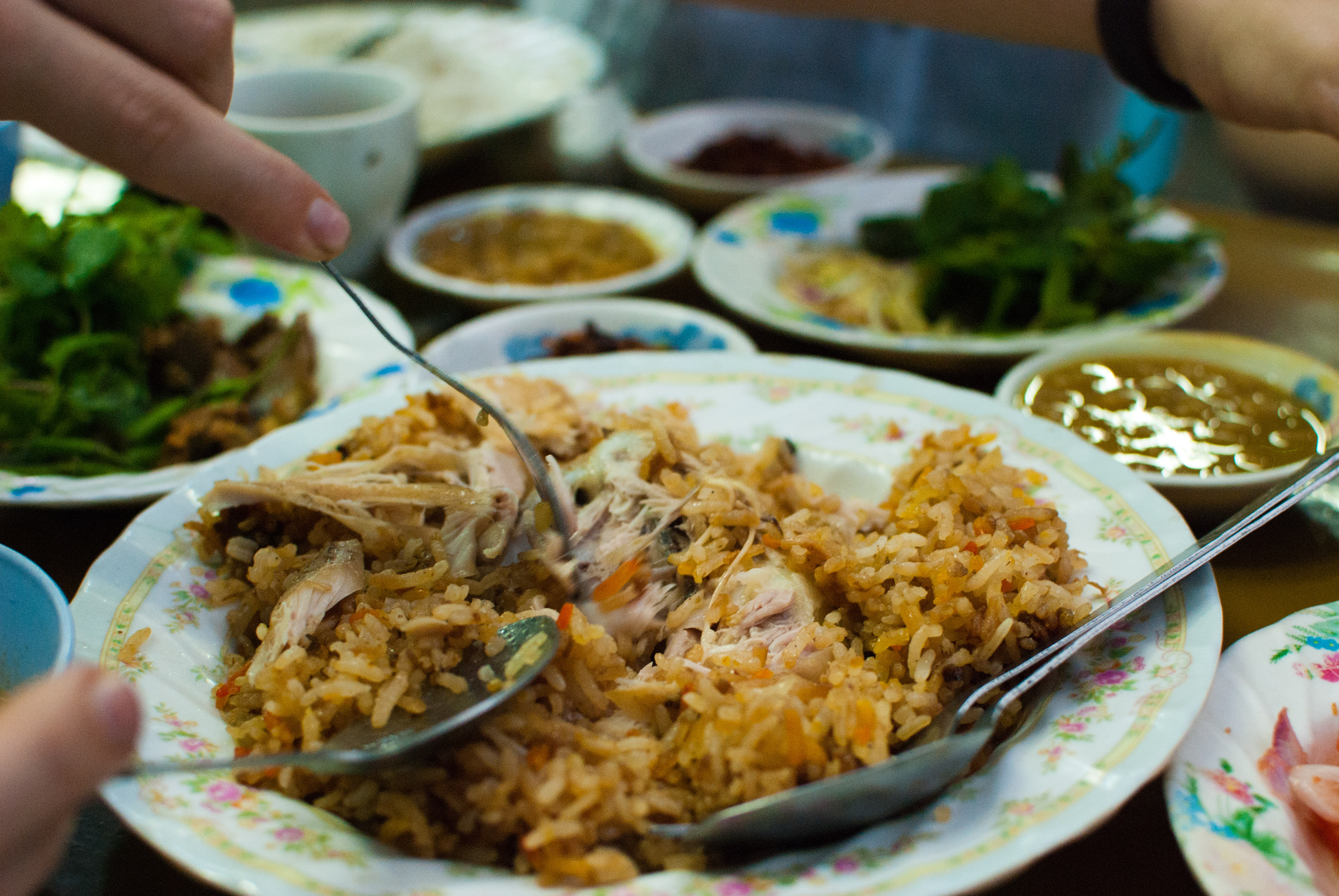
Biryani

Myanmarská kuchyně, též barmská kuchyně (barmsky: မြန်မာ့အစားအစာ) byla ovlivněna kuchyněmi jižní Asie, jihovýchodní Asie a východní Asie (čínskou kuchyní, thajskou kuchyní, indickou kuchyní a dalšími), ale i přesto existuje mnoho specialit typických jen pro Myanmar. Základní potravinou je rýže, mezi další používané suroviny patří nudle, indický chléb, vejce, maso, palmový cukr, tropické ovoce, tofu, ngapi (krevetová pasta) nebo laphet (nakládané čajové lístky). Jako ochrana před brouky nebo mikrobi se často v myanmarských pokrmech používá olej. Myanmarskou kuchyni shrnuje pořekadlo: „Ze všeho ovoce je nejlepší mango, ze všeho masa vepřové a ze všeho listí laphet.“
V Myanmaru žije mnoho buddhistů, kteří vůbec nejedí maso, někteří v období dešťů jedí v rámci půstu pouze čerstvou zeleninu a ovoce.
Typická myanmarská jídla bývají kyselá a slaná, ale i pikantní (ale ne tolik jako například thajská jídla). Typicky se připravují různé saláty, nudlové pokrmy nebo polévky.

## Příklady myanmarských pokrmů
Příklady myanmarských pokrmů:
- Ngapi (ငါးပိ), pasta z fermentovaných krevet nebo ryb, používá se k ochucování mnoha myanmarských pokrmů
- Laphet (လက်ဖက်), nakládané čajové lístky, přidávají se například do salátů.
- Barmské saláty neboli athoke (အသုပ်), saláty jsou v Myanmaru velmi populární, obvykle se podávají jako předkrmy nebo přílohy. Jednotlivé komponenty salátu se přidávají buď vařené nebo syrové. Mezi ingredience nejčastěji přidávané do barmských salátů patří nudle, zázvor, tofu, kousky masa nebo lístky laphet (z lístků laphet se připravuje salát laphet tok).
- Mohinga (မုန့်ဟင်းခါး), nudlová polévka, jejímž základem je kořeněný rybí vývar, která je zahuštěna nejčastěji cizrnovou moukou. Často bývá nazývána národním jídlem Myanmaru.
- Kari, v Myanmaru je velmi populární. Není tolik pikantní jako například indické kari, do myanmarského kari se přidává také více oleje. Myanmarské kari se obvykle podává s rýží nebo indickým chlebem, a často se podává také s pastou ngapi.
- Ohn-no khauk swe (အုန်းနို့ခေါက်ဆွဲ), nudlová kuřecí polévka s kokosovým mlékem
- Biryani (ဒံပေါက် ), pikantní smažená rýže

## Příklady myanmarských nápojů
Příklady myanmarských nápojů:
- Čaj, Myanmaru produkuje mnoho čaje, populární je čaj jak zelený tak černý. Čaj se někdy pije s mlékem a cukru.
- Káva
- Palmové víno
- Z alkoholických nápojů je běžně dostupné pivo, rum nebo gin